# Захаровское (Калужская область)
Захаровское (Наумовщина) — бывшее село в Медынском уезде. Ныне находится на территории сельского поселения «Деревня Гусево» Медынского района Калужской области.

## География
От села осталась полуразрушенная церковь и кладбище. Рядом — деревни Прокшино, Гребенкино, Коняево, Мешково и Гусево.

## История
В 1678 году известна церковь Георгия Великомученика в селе Захарово, принадлежащего окольничему Михаилу Тимофеевичу Лихачеву и Василию Ивановичу Новосильцеву.
В 1782 году в Экономических примечаниях к Плану генерального межевания Медынского уезда упоминается как село Захарьевское Якова Григорьевича Жемчужникова, Фёдора Глебовича и Фёдора Николаевича Салтыковых — сына и внука печально знаменитой Салтычихи. При селе деревянная церковь Живоначальной Троицы. В самом селе — один двор, где по ревизии числится 4 человека.
В 1848 году село принадлежит действительному статскому советнику Василию Михайловичу Тютчеву и коллежскому асессору Платону Лукичу Жемчужникову.
В «Списке населённых мест Калужской губернии по сведениям 1863 года» указано как владельческое село при реке Шане по левую сторону тракта Медынь-Гжатск. В селе насчитывалось 5 дворов и 23 жителя.
В 1864 году Троицкая деревянная церковь строится вновь. Село называется Захаровское (Наумовщина).
В Списках населенных мест, изданных на рубеже XIX и XX века Захарьевское указано как село Гиреевской волости Медынского уезда без жителей, где располагалась церковно-приходская школа.
В начале XX века по проекту известного русского архитектора Николая Владимировича Султанова строится каменная Троицкая церковь